# Griphopithecus alpani
Griphopithecus alpani es una especie de simio extinto perteneciente al género Griphopithecus que vivió durante el Mioceno en la actual Turquía.